# Hans Sarpei
Hans Adu Sarpei (ur. 28 czerwca 1976 w Temie) – ghański piłkarz występujący na pozycji obrońcy.

## Kariera klubowa
Sarpei jako junior grał w kolońskich zespołach SV Fühlingen Chorweiler, CfB Ford Niehl, FC Viktoria Köln oraz SCB Preußen Köln. Następnie już jako senior grał w pierwszej drużynie Preußen. W kolejnych latach grał w drużynach Winfriedia Mülheim, Siegburger SV 04 oraz VfL Rheinbach, a na początku 1999 roku przeszedł do drużyny SC Fortuna Köln, grającej w 2. Bundeslidze. W lidze tej zadebiutował 14 marca 1999 w przegranym 0:4 meczu z SpVgg Greuther Fürth. W Fortunie grał do końca sezonu 1999/2000.
W 2000 roku Sarpei przeszedł do MSV Duisburg, będącego spadkowiczem z Bundesligi. Spędził tam sezon 2000/2001, podczas którego zajął z klubem 11. miejsce w lidze. W 2001 roku został zawodnikiem pierwszoligowego VfL Wolfsburg. W Bundeslidze zadebiutował 14 października 2001 w wygranym 4:0 pojedynku z 1. FC Köln. Najwyższym miejscem w lidze osiągniętym z Wolfsburgiem było 8. w sezonie 2002/2003. Graczem Wolfsburga był przez 6 sezonów. W tym czasie rozegrał tam 139 spotkań i zdobył 3 bramki.
W 2007 roku Sarpei podpisał kontrakt z także pierwszoligowym Bayerem 04 Leverkusen. Zadebiutował tam 25 sierpnia 2007 w wygranym przez Bayer 3:0 ligowym meczu z Karlsruher SC. W Bayerze grał przez 3 sezony. W sierpniu 2010 roku przeszedł do FC Schalke 04. W sezonie 2010/2011 zdobył z nim Puchar Niemiec, a w 2012 roku zakończył karierę.

## Kariera reprezentacyjna
W reprezentacji Ghany Sarpei zadebiutował 7 października 2000 w wygranym 4:1 meczu eliminacji Pucharu Narodów Afryki 2002 z Zimbabwe. Trzykrotnie był w kadrze na Puchar Narodów Afryki (PNA 2006, PNA 2008, PNA 2010) oraz dwukrotnie w składzie na mistrzostwa świata (MŚ 2006, MŚ 2010).
W latach 2000–2010 w drużynie narodowej rozegrał 36 spotkań i zdobył 1 bramkę.